# 中願寺雄吉
中願寺 雄吉（ちゅうがんじ ゆうきち、1889年〈明治22年〉3月23日 - 2003年〈平成15年〉9月28日）は、日本の福岡県出身の長寿の男性。2002年12月から死去するまで男女含めて長寿世界一だった。ただし、生前は後述のとおり長寿世界一とは見なされず、世界第2位であるとされていた。2011年に木村次郎右衛門が記録を更新するまで日本史上最高齢の男性であった。

## 人物
福岡県旧筑紫郡筑紫村（現・筑紫野市）の農家に生まれ、養蚕指導員や銀行員を務めた。
2002年の数年前までは一人で選挙の投票にも出掛けていたが、2000年頃に目が不自由になってからは外出を控えていた。 その後は自宅の寝床で過ごしがちだったが、三食欠かさず食べ、牛肉やかしわ飯が好物だった。114歳の時点でも氷砂糖を食べるほどであった。新聞が読めなくなっても時事問題には目を向けており、米国のイラク侵攻に関しても「平和でいかにゃいかん」と語っていた。
2000年1月18日に男性長寿日本一となり、2002年1月3日には男性長寿世界一、また同日には男女を合わせての長寿日本一に、2002年12月29日には男女合わせての長寿世界一となった。ただし、生前は本郷かまとが長寿世界一と認定されていたため、中願寺は本郷に次ぐ世界第2位とされていた。当時は男女ともに長寿世界一に日本人がなったとして話題になったが、ギネスブックは本郷の生年記録に疑義があるとして2012年9月にその記録を取り消している。
2003年9月28日、114歳189日で死去。
確実な記録のある日本人男性では初めて113歳と114歳の誕生日を迎えた人物であった。これは当時の男性の歴代日本最高齢記録であったが、当時は120歳とされた泉重千代の記録が認められていたため、歴代第2位とされていた。2025年時点でも113歳を迎えた男性は田鍋友時、木村次郎右衛門、野中正造に中願寺の4人、114歳は木村次郎右衛門と中願寺の2人だけである。